# 中庄里 (嘉義市)
中庄里（Zhongzhuang Village），舊名為台斗坑（Taidoukeng），是中華民國臺灣省嘉義市東區底下的一里，位在東區的西北邊，北鄰荖藤里，東鄰後湖、義教、仁義三里，南鄰北門里，西邊則為西區香湖里。
在臺灣日治時期後期，此地劃分為臺南州嘉義街（1930年後為嘉義市）台斗坑（大字）。

## 里內設施
- 醫院[1]
  - 戴德森醫療財團法人嘉義基督教醫院
- 寺廟[1]
  - 萬台宮
  - 廣寧宮
- 交通[1]
  - 臺鐵西部幹線嘉北車站
  - 後湖公車站、台斗坑公車站